# Tillandsia spiraliflora
Tillandsia spiraliflora är en gräsväxtart som beskrevs av Werner Rauh. Tillandsia spiraliflora ingår i släktet Tillandsia och familjen Bromeliaceae. Inga underarter finns listade i Catalogue of Life.